# The Naked Eye
Pour plus de détails, voir Fiche technique et Distribution.
The Naked Eye (littéralement L'œil nu) est un film documentaire américain réalisé par Louis Clyde Stoumen (en), sorti en 1956. 

## Synopsis
Ce documentaire de 71 minutes est un hommage aux photographes et à la photographie en général, en montrant notamment le plaisir que l'on peut ressentir lorsque l'on veut réaliser les plus belles photos. Edward Weston est l'un des protagonistes du film. 

## Fiche technique
- Titre : The Naked Eye
- Réalisation : Louis Clyde Stoumen (en)
- Scénario : Louis Clyde Stoumen
- Musique : Elmer Bernstein
- Montage : Louis Clyde Stoumen
- Production : Louis Clyde Stoumen
- Société de production : Camera Eye Pictures
- Pays de production :  États-Unis
- Genre : Documentaire
- Durée : 71 minutes
- Date de sortie : 
  - États-Unis : 1956

## Distinctions
Le film a été nommé à l'Oscar du meilleur film documentaire.